# Georg von Albrecht
Pour les articles homonymes, voir Albrecht.
Georg von Albrecht, né le 19 mars 1891 à Kazan (Russie) et mort le 15 mars 1976, à Heidelberg (Allemagne), est un compositeur et pianiste allemand, aussi professeur.

## Biographie
Son père Johann Gottlieb David von Albrecht, Allemand de naissance, était mathématicien et inspecteur de mathématique des universités à Kazan, actuelle capitale du Tartaristan ; sa mère née Barbara Mischtschenko était la fille d'un colonel cosaque, elle avait reçu une formation de pianiste concertiste, mais après son mariage elle ne fit plus de représentations publiques.
En tant que professeur de composition, Georg von Albrecht a enseigné tous les courants de musique contemporaine. En tant que compositeur, il a réuni dans un travail personnel, les modes de composition et les caractéristiques musicales de la musique populaire d'Europe de l'Est à ceux de pays asiatiques, ainsi que les tétracordes anciens, la liturgie orthodoxe tant russe que grecque, le baroque, l'époque classiqo-romantique, l'impressionnisme russe et la technique dodécaphonique. Les caractéristiques typiques de ses œuvres sont une mélodie vocale de tous les timbres et une résultante harmonique flottante.